# MotoGP brazil nagydíj
A MotoGP brazil nagydíja a MotoGP egy korábbi versenye, melyet 1987 és 2004 között, kisebb megszakításokkal összesen 13 alkalommal rendeztek meg.

## A győztesek
| Év   | Helyszín    | 125 cm³                    | 250 cm³                   | MotoGP                  | Összefoglaló |
| ---- | ----------- | -------------------------- | ------------------------- | ----------------------- | ------------ |
| 2004 | Jacarepaguá | Héctor Barberá (Aprilia)   | Manuel Poggiali (Aprilia) | Tamada Makoto (Honda)   | Összefoglaló |
| 2003 | Jacarepaguá | Jorge Lorenzo (Derbi)      | Manuel Poggiali (Aprilia) | Valentino Rossi (Honda) | Összefoglaló |
| 2002 | Jacarepaguá | Azuma Maszao (Honda)       | Sebastian Porto (Yamaha)  | Valentino Rossi (Honda) | Összefoglaló |
| Év   | Helyszín    | 125 cm³                    | 250 cm³                   | 500 cm³                 | Összefoglaló |
| 2001 | Jacarepaguá | Ui Júicsi (Derbi)          | Kato Dajdzsíró (Honda)    | Valentino Rossi (Honda) | Összefoglaló |
| 2000 | Jacarepaguá | Simone Sanna (Aprilia)     | Daijiro Kato (Honda)      | Valentino Rossi (Honda) | Összefoglaló |
| 1999 | Jacarepaguá | Ueda Noboru (Honda)        | Valentino Rossi (Aprilia) | Abe Norifumi (Yamaha)   | Összefoglaló |
| 1997 | Jacarepaguá | Valentino Rossi (Aprilia)  | Olivier Jacque (Honda)    | Michael Doohan (Honda)  | Összefoglaló |
| 1996 | Jacarepaguá | Aoki Harucsika (Honda)     | Olivier Jacque (Honda)    | Michael Doohan (Honda)  | Összefoglaló |
| 1995 | Jacarepaguá | Tokudome Maszaki (Aprilia) | Doriano Romboni (Honda)   | Luca Cadalora (Yamaha)  | Összefoglaló |
| 1992 | Interlagos  | Dirk Raudies (Honda)       | Luca Cadalora (Honda)     | Wayne Rainey (Yamaha)   | Összefoglaló |
| 1989 | Goiânia     |                            | Luca Cadalora (Yamaha)    | Kevin Schwantz (Suzuki) | Összefoglaló |
| 1988 | Goiânia     |                            | Dominique Sarron (Honda)  | Eddie Lawson (Yamaha)   | Összefoglaló |
| 1987 | Goiânia     |                            | Dominique Sarron (Honda)  | Wayne Gardner (Honda)   | Összefoglaló |